# 천국대마경
《천국대마경》(일본어: 天国大魔境 덴고쿠다이마쿄[*])은 이시구로 마사카즈에 의해 만들어진 일본의 만화다. 《월간 애프터눈》(코단샤)에서 2018년 3월호부터 연재되고 있다. 문명 붕괴 후의 일본을 살아가는 소년 소녀들을 둘러싼 수수께기를 그린 SF 만화이다. 2019년도 《이 만화가 대단하다!》에서 남성편 1위에 올랐다.

## 줄거리
벽에 둘러싸인 시설에서 밖의 세계를 모른 채 자라는 아이들. 폐허가 된 일본을 여행하는 소년과 소녀. 두 이야기가 동시 진행으로 이야기된다.
천국편
바깥 세계와 격리된 시설에서 사는 토키오는 쪽지시험 문제에 "밖의 밖으로 가고 싶습니까"라는 문제가 한순간 떠오른다. 같은 시설에 사는 미미히메는 동요하는 토키오에게 "밖에서 두 사람이 자신을 돕기 위해 와준다. 그 중 한 명은 토키오와 같은 얼굴을 하고 있다"는 예언을 한다. 한편, 동요하는 토키오에게 말을 건 원장 은 "밖의 세계는 지옥이다"라고 말한다. 토키오는 쿠쿠와 학생이 출입을 금지된 방에 침입해 '아기'를 보지만 왠지 어른들에게 발견되지 않았다. 이윽고 토키오는 연모하던 코나의 아이를 임신해 남자아이를 출산한다. 원장은 토키오의 아이를 이용하려고 하지만 의사 사와타리는 몰래 클론 아기를 만든다.
시설이 자위대의 습격을 받는다. 일부 학생은 탈주. 토키오의 아이는 어느 쪽이 클론인지 모르게 되고, 사와타리는 한쪽 발바닥에 말을 쓰고, 쓰지 않은 쪽을 토키오에게 건네준다. 원장은 토키오에서 아기를 빼앗으려고 하지만, 토키오는 갑자기 몸을 경화시켜 아기를 지킨다. 대부분의 학생들은 자위대에 보호되어 새로운 이름으로 본토 시설과 병원으로 끌려간다. 경화가 풀린 토키오는 사와타리 일행과 깨진 시설에 숨어 살았다. 거기에 '대재해'가 덮친다.
마경편
밖의 세계에서는 역사상 처음의 대재해로부터 15년이 지나 현대 문명은 완전히 파괴되어 살아남은 사람들은 아직 사용할 수 있는 시설을 이용하면서 가늘게 생활하고 있었다. 그런 황폐한 일본을 토키오와 똑같은 얼굴을 한 마루라는 소년 이 키루코라는 소녀와 여행을 하고 있었다. 마루는 미쿠라라는 여성으로부터 "천국 에서 같은 얼굴을 한 인간을 찾아 약을 맞춰라"라고 명령받았다. 그리고 키루코는 미쿠라에게 마루를 천국까지 데려가도록 의뢰받았던 것이다. 천국이라는 말을 의지해 두 사람은 토마토 천국의 별명을 가진 쿠사카베 농장에 도착한다. 거기에 마루와 같은 얼굴을 한 인간은 없었다. 하지만 쿠사카베 농장에 놓인 골판지 상자에 미쿠라 총에 있는 마크와 같은 것을 발견한 두 사람은 쿠사카베 농장과 교역하는 도쿄로 돌아온다. 두 사람은 불멸교단과의 만남을 거쳐 총마크가 한때 존재했던 교육기관 '타카하라 학원'의 상징임을 발견한다. 자동차를 입수한 두 사람은 시설이 있다는 이바라키와 나라를 목표로 한다. 이바라키의 부흥성에서 키루코는 이나자키 로빈과 재회하지만 그에게 능욕되어 결렬. 두 사람은 나라를 목표로 여행을 계속한다.

## 등장인물

### 주요 인물
마루(マル)
성우 - 사토 겐
토키오와 같은 얼굴을 한 소년. 나이는 15세 정도. 미쿠라에게 데려와 키루코에게 데려온 이래, 자신과 같은 얼굴을 한 인간이 있다는 '천국'을 찾기 위해 키루코와 여행을 하고 있다. 강한 육체와 경이적인 신체 능력과 회복력의 소유자. 또한 괴물 속에 손을 찔러 '치명적인 무언가'를 잡는 능력을 가진다.
키루코(キルコ)
성우 - 센본기 사야카
도쿄도 나카노구에서 심부름센터를 개업한 소녀. 등까지의 빨간 머리가 특징인 미인. 나이는 18살이지만 본인도 애매모호하다. 미쿠라의 의뢰로 마루를 "천국"까지 데려다 주기 위해 함께 여행을 하고 있다. 미쿠라의 유물인 총을 소지해, 전투에 사용하고 있다.

### 타카하라 학원의 학생과 관계자
토키오(トキオ)
성우 - 야마무라 히비쿠
2기생. 바깥 세계와 격리된 시설에서 산다. 머리를 짧게 깎은 소년 같은 소녀. 마루를 닮은 외모를 하고 있다. 쪽지시험 때 "밖의 밖으로 가고 싶습니까"라는 문구를 발견하고 동요한다. 같은 시설에 사는 코나가 그리는 그림을 좋아해 자주 받는다.
미미히메(ミミヒメ)
성우 - 후쿠엔 미사토
2기생. 토키오와 같은 시설에서 사는 소녀. 토키오의 클래스 메이트. 감이 날카롭고 앞으로 일어나는 사건을 예언하고 적중시킬 수 있다. 동물처럼 털이 늘어진 늘어진 귀를 가지고 있다.
코나(コナ)
성우 - 토요나가 토시유키
1기생. 토키오와 같은 시설에서 사는 소년. 그림을 잘 그린다.
시로(シロ)
성우 - 타케우치 슌스케
2기생. 토키오와 같은 시설에서 사는 버섯컷 머리 소년.
쿠쿠(クク)
성우 - 쿠로사와 토모요
3기생. 토키오와 같은 시설에서 사는 긴 머리 아이.
안즈(アンズ)
성우 - 마츠오카 미사토
2기생. 토키오의 클래스메이트 소녀.
타카(タカ)
성우 - 신 유우키
2기생. 토키오의 클래스메이트 소년. 뛰어난 높은 신체 능력과 견고한 육체의 소유자.
타라오(タラオ)
성우 - 신도 케이
미쿠라와 같은 수수께끼의 질병을 앓고있는 소년.
아스라(アスラ)
성우 - 노토 마미코
코나의 친구이며 고인.
미치카(ミチカ)
성우 - 니시카와 마이
3기생.
오마(オーマ)
성우 - 키노 히나
5기생.
카미나카 시노(上仲詩乃)
성우 - 이소베 마사코
원장. 평소에는 휠체어로 이동한다. 차별이나 격차가 없는 사회를 목표로 타카하라 학원을 1995년에 창설한다.
아오시마 유우코(青島裕子)/이마나가 미츠키(今永美月)
성우 - 타네자키 아츠미
부원장으로 지명된 보건의.
사와타리 테루히코(猿渡照彦)/사코타 테루히코(迫田照彦)
성우 - 무토 타다시
학원 보건의. 타카하라 학원에서 재능을 개화시켜 의사가 되었다.
i373/미나(ミーナ)
성우 - 히사카와 아야
학원을 관리하는 인공지능.

### 밖의 세계
이나자키 로빈(稲崎露敏)
성우 - 나카이 카즈야
키루코가 계속 찾고 있는 청년.
토토리(トトリ)
성우 - 마츠오카 미사토
우사미(宇佐美)
성우 - 타케우치 슌스케
불멸교단의 중심인물인 의사. 무표정으로 구수가 적다.
미즈하시(水橋)
성우 - 타무라 세이코
불멸교단을 인체실험을 하는 포악한 집단으로 규탄하는 단체의 대표. 한때 불멸 교단을 의지했지만, 무리하게 왼발을 절단되어 의족을 붙였다고 주장한다.
쥬이치(ジューイチ)
성우 - 사쿠라 슌스케
정보와 괴담을 파는 남자. 오래 된 왜건 자동차를 가졌다. 과거, 여성이 남성을 지배하는 마을에서 씨 돼지의 '11호'로서 살아 있었다.

## 서지 정보
- 이시구로 마사카즈 《천국대마경》 코단샤 〈애프터눈 KC〉
  1. 2018년 7월 23일 발행(같은 날 발매[5]), ISBN 978-4-06-511976-1
  2. 2019년 3월 22일 발행(같은 날 발매[6]), ISBN 978-4-06-514744-3
  3. 2019년 10월 23일 발행(같은 날 발매[7]), ISBN 978-4-06-517266-7
  4. 2020년 5월 22일 발행(같은 날 발매[8]), ISBN 978-4-06-519470-6
  5. 2020년 12월 23일 발행(같은 날 발매[9]), ISBN 978-4-06-521725-2
  6. 2021년 7월 21일 발행(같은 날 발매[10]), ISBN 978-4-06-524049-6
  7. 2022년 3월 23일 발행(같은 날 발매[11]), ISBN 978-4-06-527299-2
  8. 2022년 11월 22일 발행(같은 날 발매[12]), ISBN 978-4-06-529589-2
  9. 2023년 6월 22일 발행(같은 날 발매[13]), ISBN 978-4-06-531944-4
- 천국대마경 공식 코믹 가이드 '천국'의 비밀과 '마경'의 걷는 방법(2022년 11월 22일 발행, 같은 날 발매[14]), ISBN 978-4-06-528578-7

## TV 애니메이션
2023년 4월부터 6월까지 TOKYO MX 등에서 방송되었다.

### 스태프
- 원작 - 이시구로 마사카즈
- 감독 - 모리 히로타카
- 시리즈 구성 - 후카미 마코토
- 캐릭터 디자인 - 우츠시타
- 서브 캐릭터 디자인 - 요시다 유코, 渡辺愛
- 히루코 디자인 - 후루카와 료타
- 프롭 디자인 - 토미사카 마호, 사와다 조지
- 총기 디자인 - 타카다 아키라
- 메카 디자인 - 츠네키 시노부
- 색채 설계 - 히로세 이즈미
- 미술 감독 - 카네코 유지
- 미술 설정 - 브뤼네 스타니슬라스, 이이조, 우에다 미즈카, 히라사와 아키히로, 타카하시 타케유키
- 3D - directrain, IG3D, 5
- 모션 그래픽스 - 오오시로 히로무네
- 2DW - 하마나카 아키코
- 촬영 감독 - 와키 켄타로
- 편집 - 사카모토 쿠미코
- 음향 감독 - 키무라 에리코
- 음악 - 우시오 켄스케
- 프로듀서 - 타카하시 카즈아키, 마츠무라 카즈토, 요네자와 아키라, 曹聡, 모리히로 후미, 카메이 히로시
- 애니메이션 프로듀서 - 오오히라 마사시
- 애니메이션 제작 - Production I.G
- 제작 - 천국대마경 제작위원회(NBC유니버설 엔터테인먼트 재팬, 에이벡스 픽처스, 코단샤, NetEase Games, Production I.G, MBS)

### 주제가
innocent arrogance
BiSH에 의한 오프닝 테마. 작사는 마츠쿠마 켄타×JxSxK, 작곡은 마츠쿠마 켄타, 편곡은 SCRAMBLES.
너도나도 아무 것도 모른다(誰も彼も何処も何も知らない)
ASOBI 동맹에 의한 엔딩 테마. 작사는 리미, 작곡은 토쿠미쿠스, 편곡은 에구치 료.

### 방영 목록
| 화수   | 제목                                            | 각본            | 그림 콘티                                 | 연출                                                      | 작화 감독 | 방송일         |
| ------ | ----------------------------------------------- | --------------- | ----------------------------------------- | --------------------------------------------------------- | --- | -------------- |
| 제1화  | 天国と地獄 천국과 지옥                          | 후카미 마코토   | 모리 히로타카                             | 모리 히로타카                                             | 요시다 유코 후루카와 료타 와타나베 아이                                                                                                   | 2023년 4월 1일 |
| 제2화  | 二人の告白 두 사람의 고백                       | 후카미 마코토   | 츠치가미 이츠키                           | 시바타 카이                                               | 이와자와 토오루 요시다 유코 츠치가미 이츠키 오쿠노 하루 구시켄 마유 시바타 카이                                                           | 4월 8일        |
| 제3화  | 桐子と春希 키리코와 하루키                      | 쿠보야마 아사코 | 노무라 카즈야                             | 노무라 카즈야                                             | 에노모토 슈토 이토 카나 | 4월 15일       |
| 제4화  | クク 쿠쿠                                       | 후카미 마코토   | 오오츠카 타카시                           | 오오츠카 타카시                                           | 스즈키 아스카 우에다 미노루 | 4월 22일       |
| 제5화  | お迎えの日 맞이할 날                            | 노무라 이쿠미   | 아라이 요지로                             | 코무라카타 코지                                           | 구시켄 마유 후지마키 켄 와타나베 아이 | 4월 29일       |
| 제6화  | 100%安全水 100% 안전수                          | 쿠보야마 아사코 | 후루카와 료타 마스다 아츠토 오쿠노 하루오 | 마스다 아츠토 사이토 슈지 하마다 쇼타                     | 후루카와 료타 후쿠시마 사에 오쿠노 하루오 코조 요코 코바야시 사에코 코마츠 마리코 카와무라 아키오 무라마츠 히사오 하세가와 사키           | 5월 6일        |
| 제7화  | 不滅教団 불멸교단                               | 노무라 이쿠미   | 오쿠노 하루오                             | 아베 마사미츠                                             | 카타기리 타카히사 오쿠노 하루오 구시켄 마유                                                                                               | 5월 13일       |
| 제8화  | それぞれの選択 각자의 선택                      | 쿠보야마 아사코 | 후지타 하루카                             | 나카노 료                                                 | 토미사카 마호 오쿠타니 카나 사와다 히데히코 코바야시 사에코 히로에 케이스케 나가노 유타 제로 시바타 카이                                  | 5월 20일       |
| 제9화  | 学園の子供たち 학원의 아이들                    | 후카미 마코토   | 노무라 카즈야                             | 노무라 카즈야                                             | 구시켄 마유 히라오카 에미 후쿠시마 사에 아이즈 사츠키                                                                                     | 5월 27일       |
| 제10화 | 壁の町 벽의 마을                                | 쿠보야마 아사코 | 이카라시 카이                             | 이카라시 카이                                             | 타케우치 테츠야 | 6월 3일        |
| 제11화 | テストを始めます 시험을 시작합니다              | 노무라 이쿠미   | 모리야마 유지로                           | 모리야마 유지로                                           | 스즈키 에마 모리야마 유지로 유우 카즈미 오쿠노 하루오 키세 카즈치카 니이노 료타 구시켄 마유 카와무라 아키오 쿠보타 야스타카 코마츠 마리코 | 6월 10일       |
| 제12화 | 外の外 밖의 바깥                                | 후카미 마코토   | 이시이 토시마사                           | 시노하라 준                                               | 제로 아마사키 마나무 에노모토 슈토 히라오카 에미 요시다 유코 TOMATO 코타니 쿄코 이토 카나 시바타 카이                                     | 6월 17일       |
| 제13화 | 旅の続き・旅の始まり 계속되는 여정, 여정의 시작 | 모리 히로타카   | 이토 토모히코                             | 시바타 카이 코무라카타 코지 타케우치 테츠야 모리 히로타카 | 구시켄 마유 후루카와 료타 오쿠타니 카나 제로 사와다 히데히코 이시즈카 켄 후쿠시마 사에 하세가와 사키 토미사카 마호 요시다 유코            | 6월 24일       |